# کاروانسرای خانات
کاروانسرای خانات بزرگ‌ترین کاروانسرای درون‌شهری تهران در شمال میدان شوش، جنوب چهارراه مولوی، خیابان صاحب جمع میدان امین السلطان واقع شده‌است. مساحت این بنا حدود ۱۰۵۰۰ متر مربع و دارای ۷۰ حجره داخل حیاط و ۴ بازارچه پشت حجره‌ها با دربی به ارتفاع شش متر از چوب روسی و ۴۰ گل میخ ساخته شده‌است.
معماری آن به شیوهٔ آجر کاری است و دارای دو بخش حیاط و راهروی ورودی است. این کاروانسرا در تاریخ ۱ مهر ۱۳۸۲ به شماره ۱۰۴۱۸ در فهرست آثار ملی ایران به ثبت رسیده‌است.
به علت آتش‌سوزی سال ۱۳۵۷ بلااستفاده بود و در نهایت در اسفند ماه سال ۱۳۸۸ جهت برپایی جشن نوروزی بازگشایی مجدد شد.و در حال حاضر بورس خشکبار تهران است.

## پیشینه

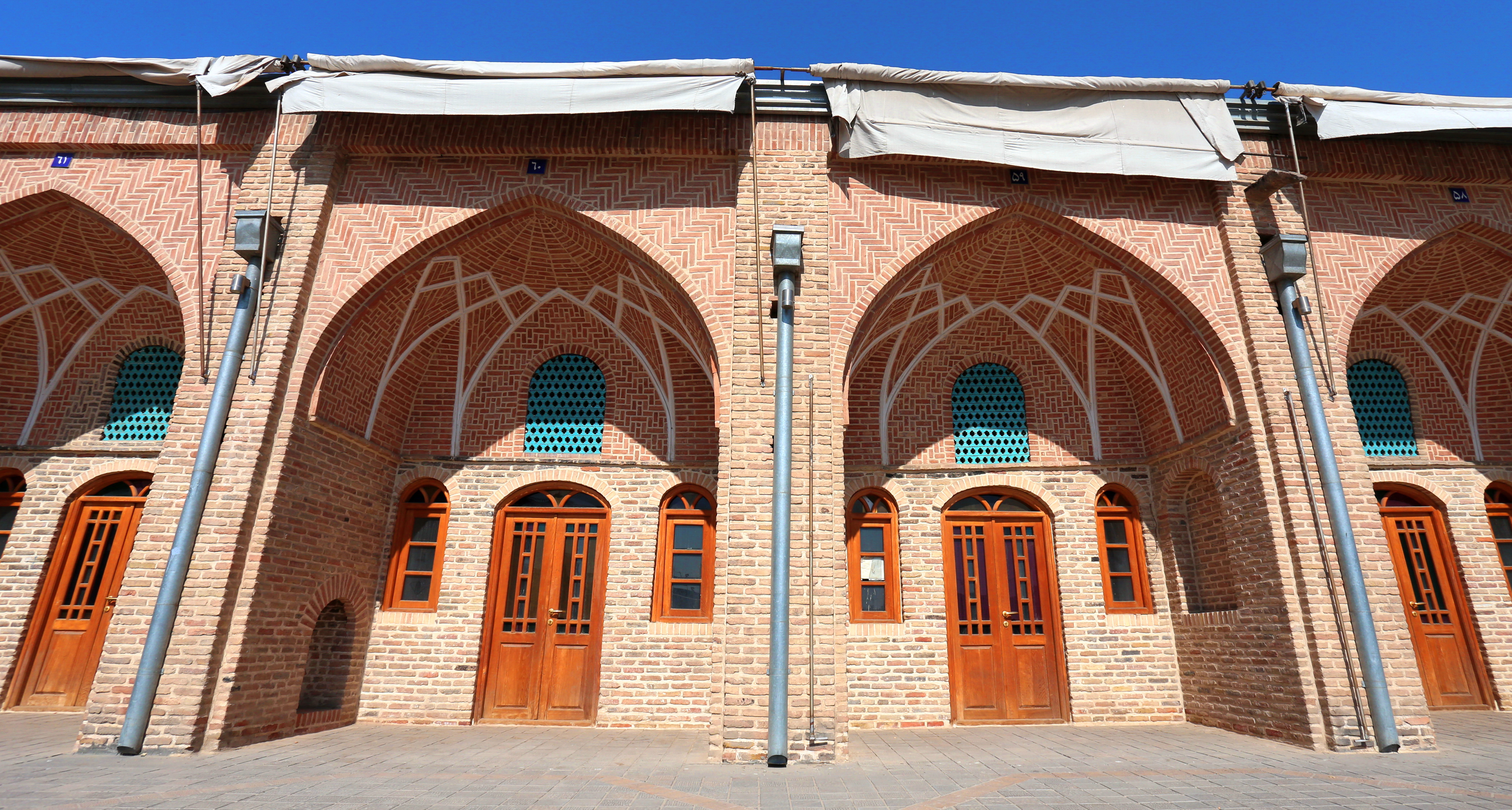
حجره‌های کاروانسری خانات

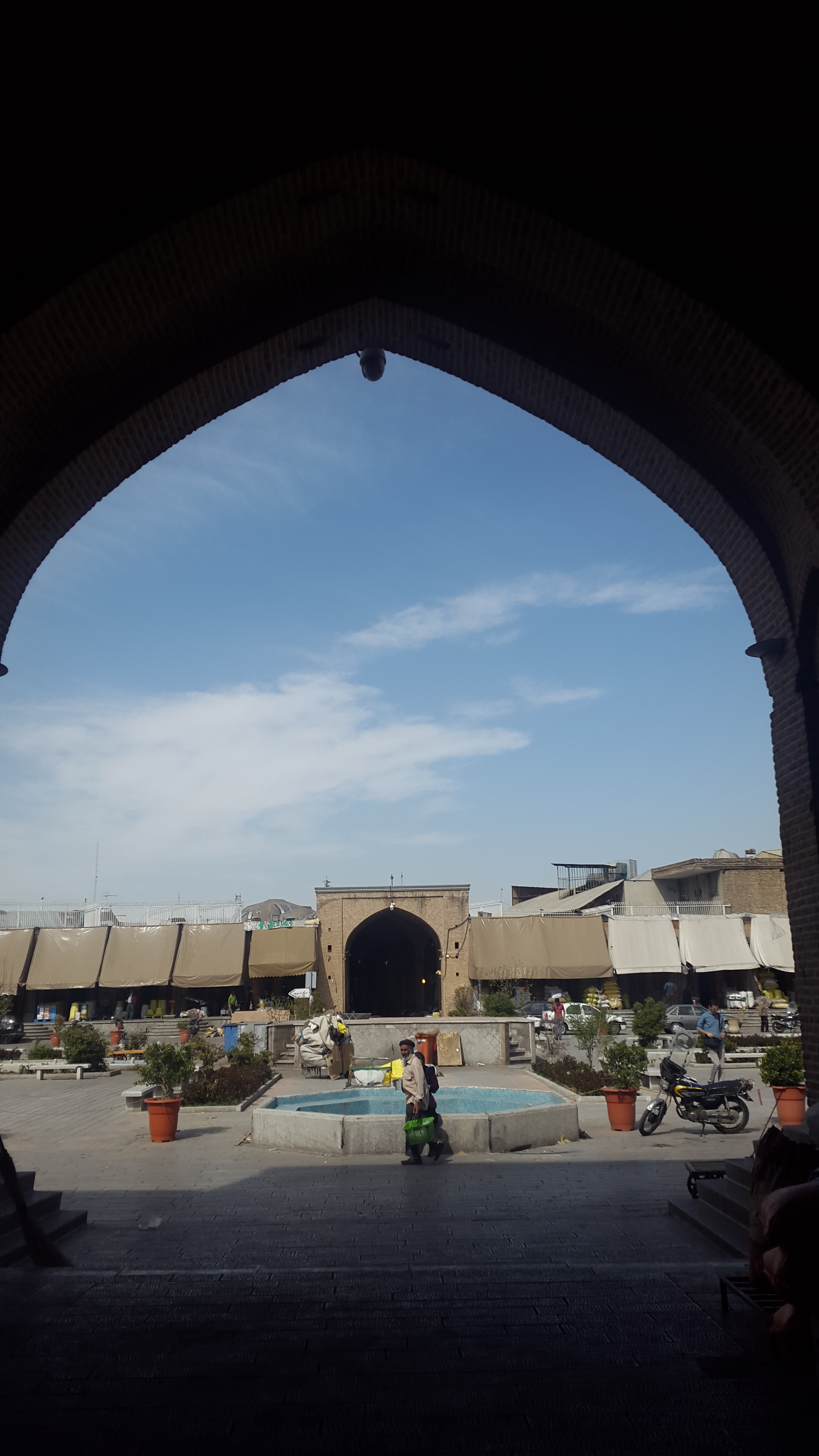
ایوان مرکزی کاروانسرا

ساخت کاروانسرای خانات را به اواخر دوران ناصرالدین شاه قاجار و سال‌های حدود ۱۳۰۰ هجری قمری نسبت داده‌اند. در نقشه تهران نیز که در سال ۱۳۰۹ هجری قمری توسط نجم الملک تهیه شده، عمارت کاروانسرا وجود دارد. کاروانسرا در جوار جاده برون‌شهری تهران یعنی «جاده حضرت عبدالعظیم» بنا گردید که آن زمان از خارج بافت تهران قرار داشته‌است. تا اواسط سلطنت ناصرالدین شاه تهران هنوز در حصار صفوی که در سال ۹۶۱ هجری قمری بنا گردیده بود، محصور بود و در این زمان حصار قدیمی تهران خراب و حصار جدید ناصری گرداگرد آن ساخته شد و بدین ترتیب ضلع جنوبی حصار از خیابان مولوی به خیابان شوش تغییر کرد و با توسعه شهر، کاروانسرای خانات داخل تهران افتاد.

## معماری
عمارت کاروانسرای خانات، بزرگترین بنا در نوع خود در داخل بافت مرکزی شهر تهران و همچنین داخل بافت تاریخی بوده که فاقد حریم مصوب می‌باشد. کاروانسرا تاکنون کاربری خود را حفظ کرده‌است.
کاروانسرای خانات در زمینی قرار گرفته‌است که اضلاع چهار گوشه آن غیر متقارن است اما صحن بنا از محوطه‌ای چهارگوش و متقارن شکل گرفته و به این ترتیب قناسی زمین از دید بازدیدکننده پنهان مانده‌است. در صحن بنا حجره‌های متقارن که تعداد آن به ۷۰ واحد می‌رسد، استقرار یافته‌اند. صحن دارای دو ایوان است که یک ایوان در سمت شرق به ورودی اصلی بنا راه دارد و ایوان دیگری در غرب به ورودی دوم بنا منتهی می‌شود. ورودی اصلی بنا با دالانی که در اطراف آن حجرات بزرگی قرار دارند به بازار امین السلطان راه دارد. در ضلع شمال شرقی پس از عبور از یک دالان به باربند می‌رسیم که در قدیم محل نگهداری چهارپایان بوده‌است. در ضلع شمال، جنوب و شرق محوطه سه بازارچه تعبیه شده که غیر متقارن بودن ملک را پوشانیده است.

## کاربری‌های فرهنگی
اولین بهره‌برداری رسمی از کاروانسرا بعد از مرمت در اسفند ماه سال‌های ۱۳۸۸ و ۱۳۸۹ جهت برگزاری جشن ملی نوروز بود.
همچنین بخشی از لوکیشن‌های فیلم یکی از ما دو نفر ساخته تهمینه میلانی در این کاروانسرای برداشته شده‌است.
سریال‌هایی نظیر برادر، پرده نشین، برادر جان و … نیز لوکیشن‌هایی در این کاروانسرا ضبط کرده‌اند.
همچنین در سال ۱۳۹۲ در بخشی از این کاروانسرا، سفره خانه سنتی بازگشایی شده‌است.
معماری کاروانسرا به شیوه آجر کاری و گره‌سازی می‌باشد و باربرهای آن دیوار حمال آجری است و با مصالح آجر، ملات گل، آهک، گچ، سنگ، چوب و سفال احداث شده‌است.

## نگارخانه

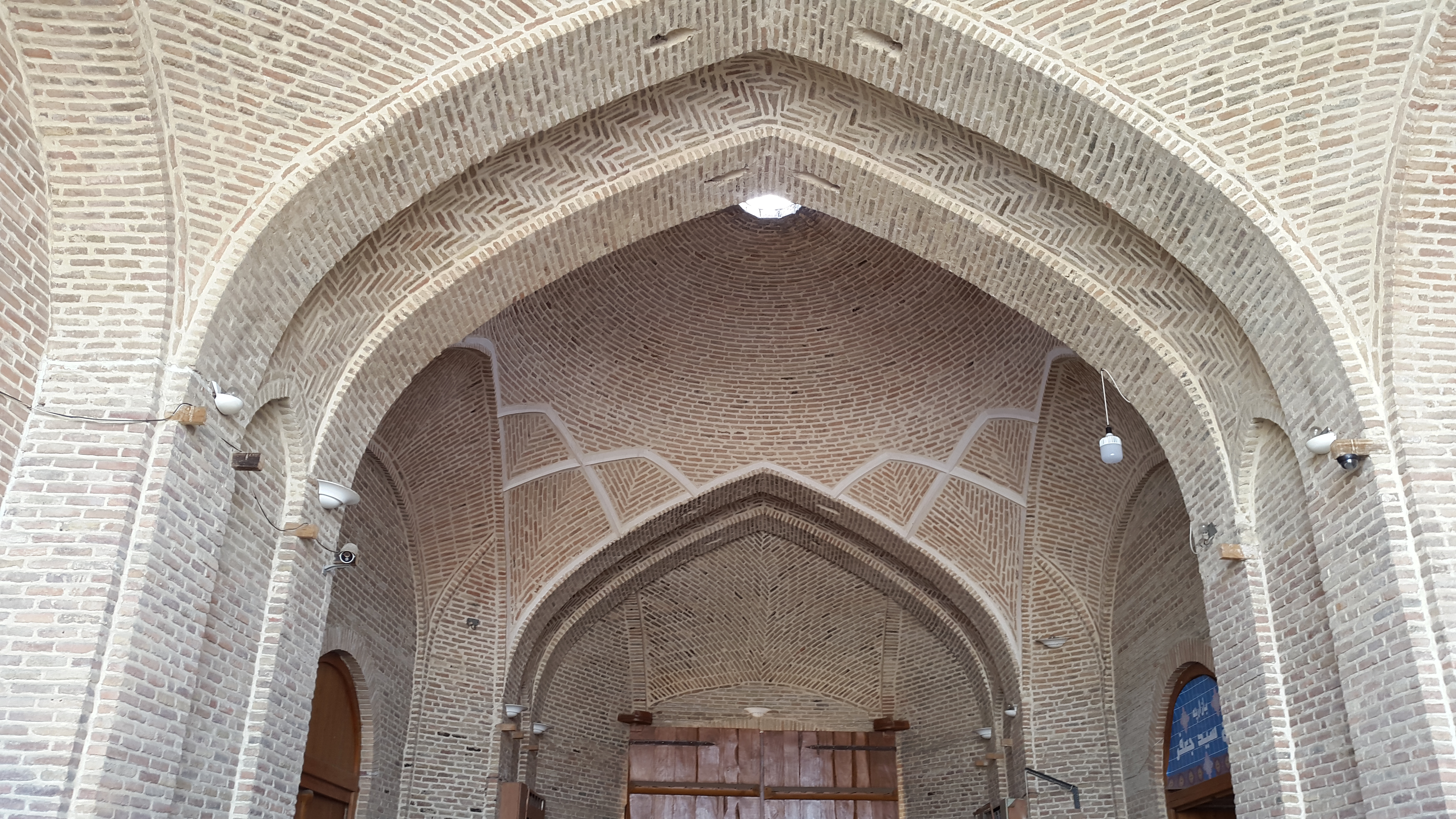
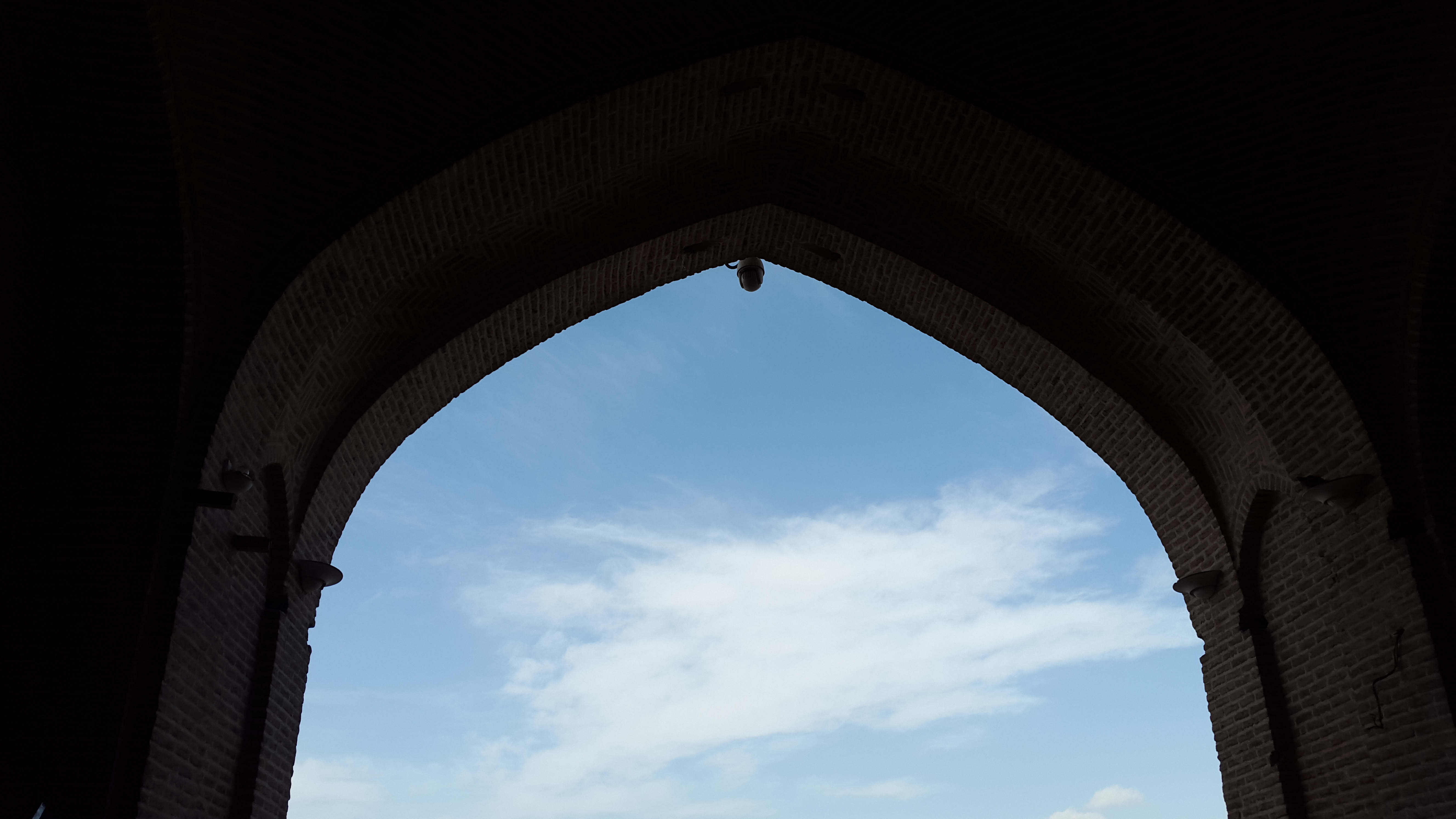
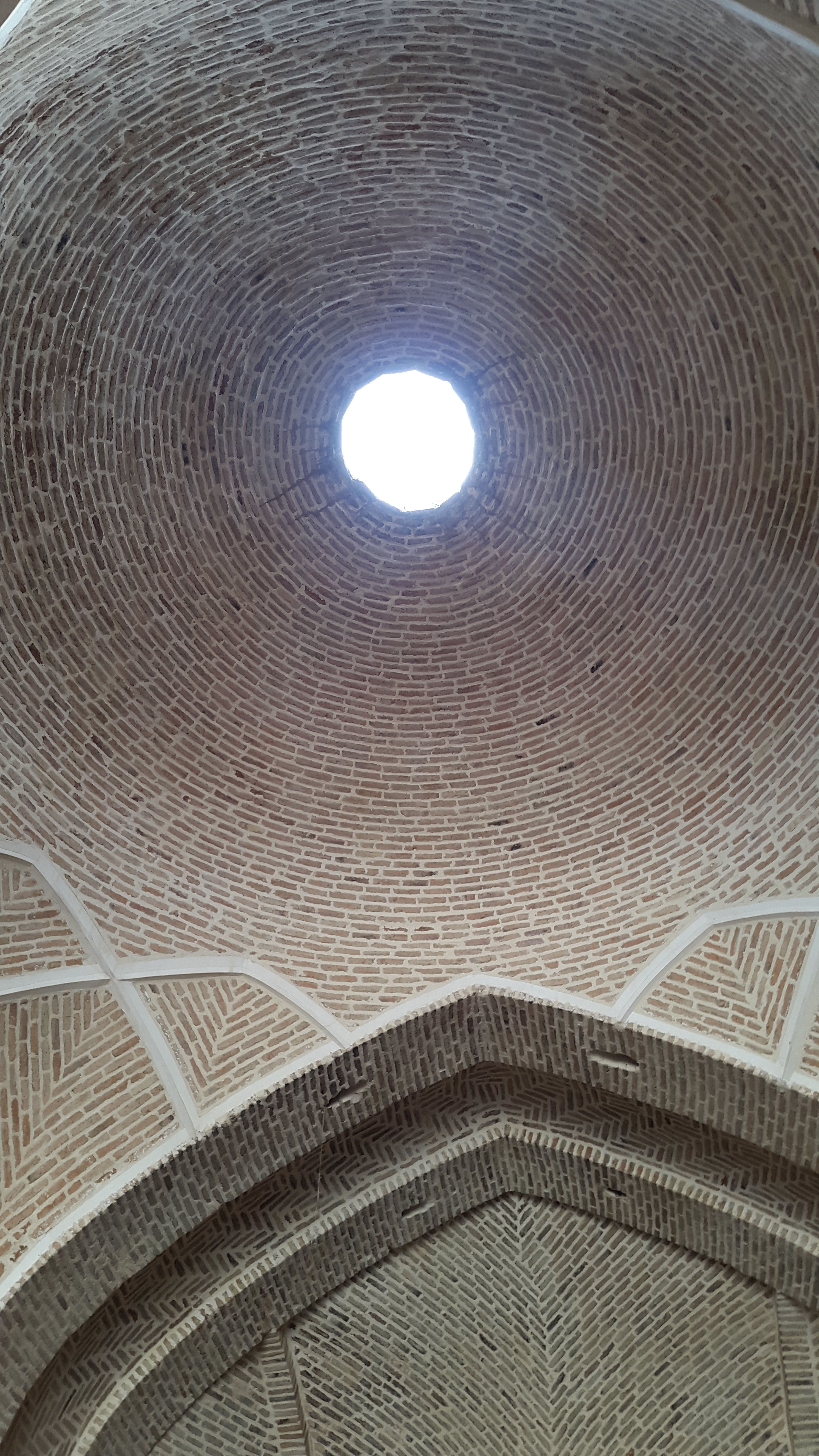
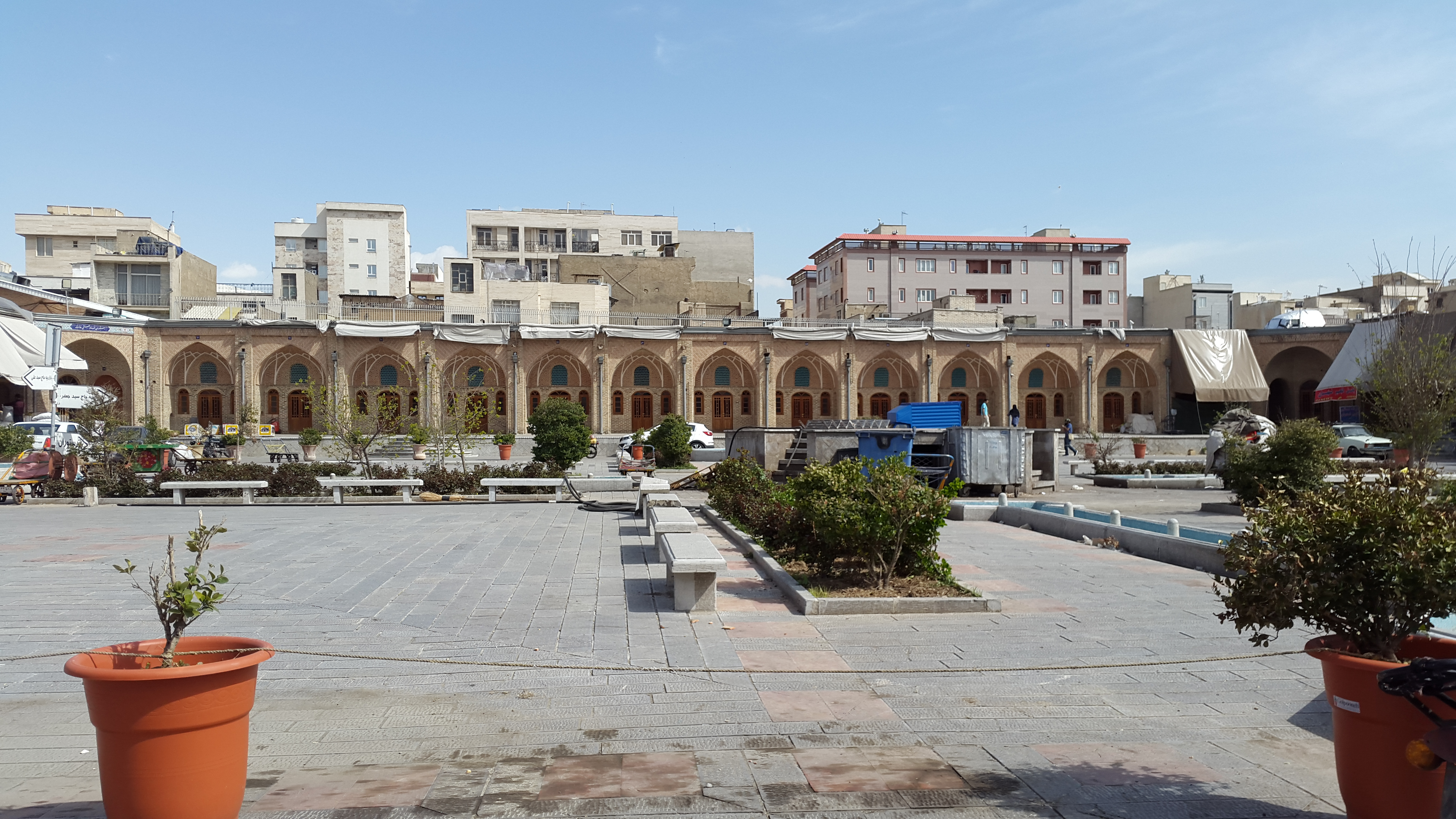
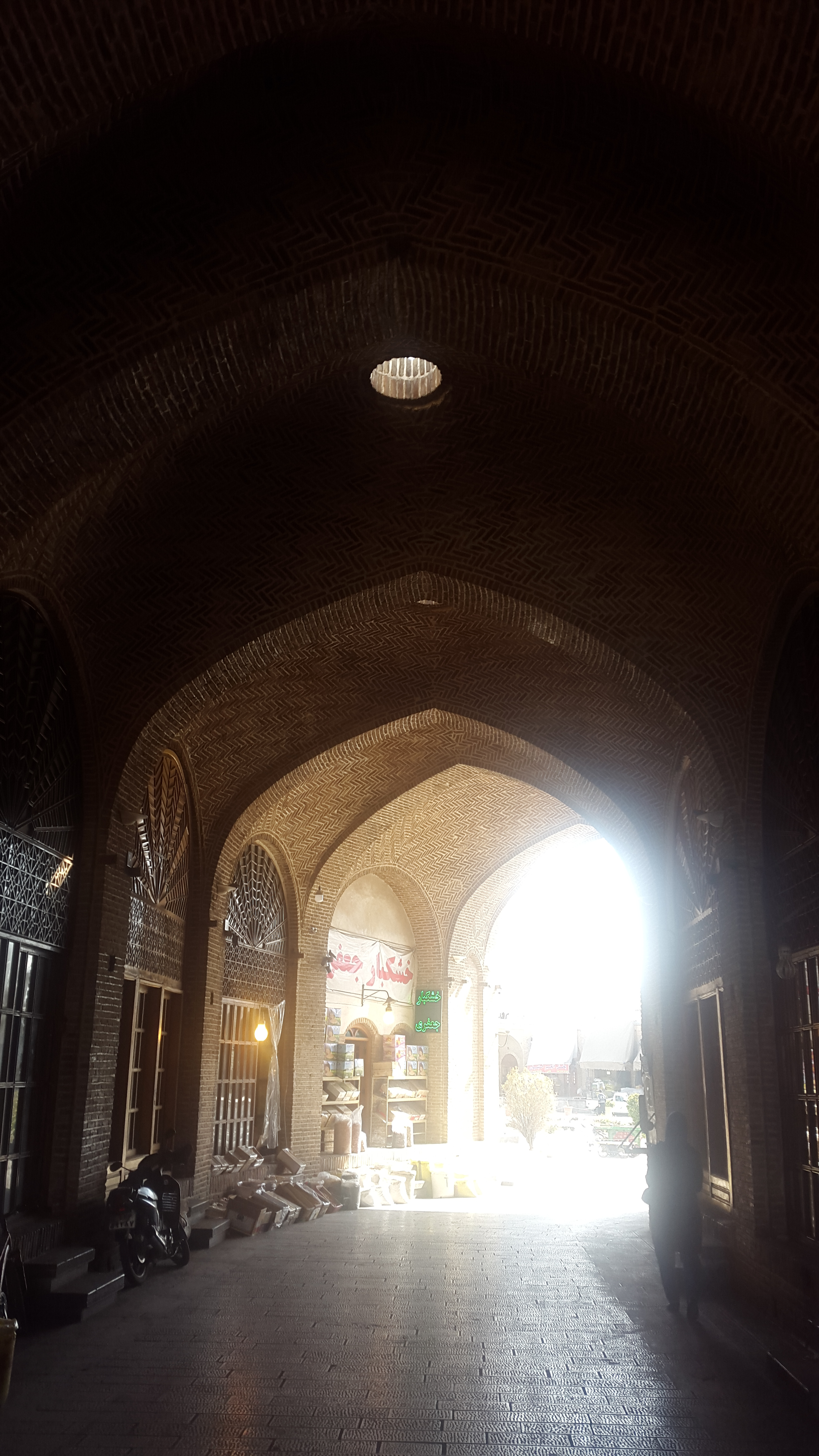
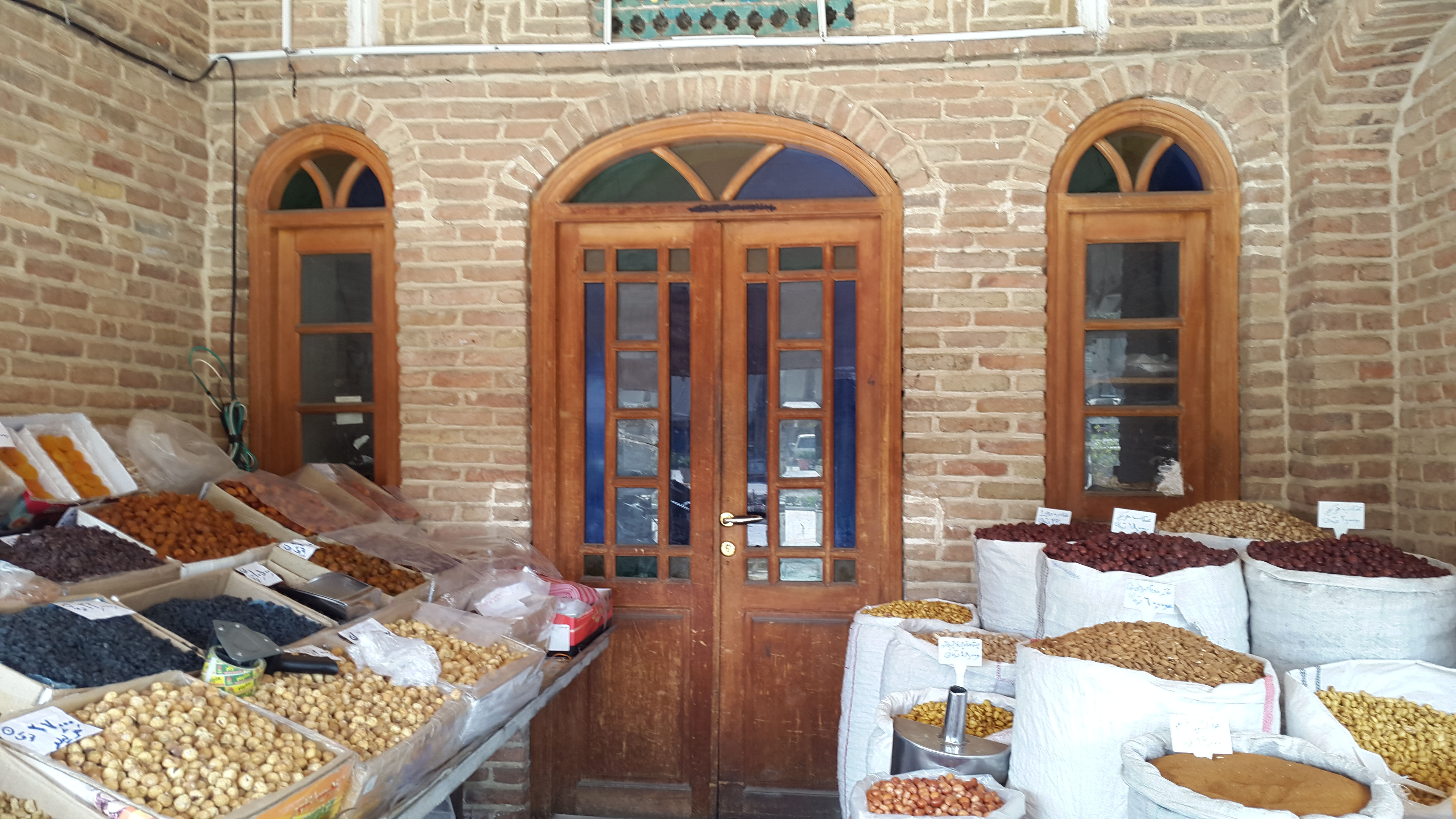
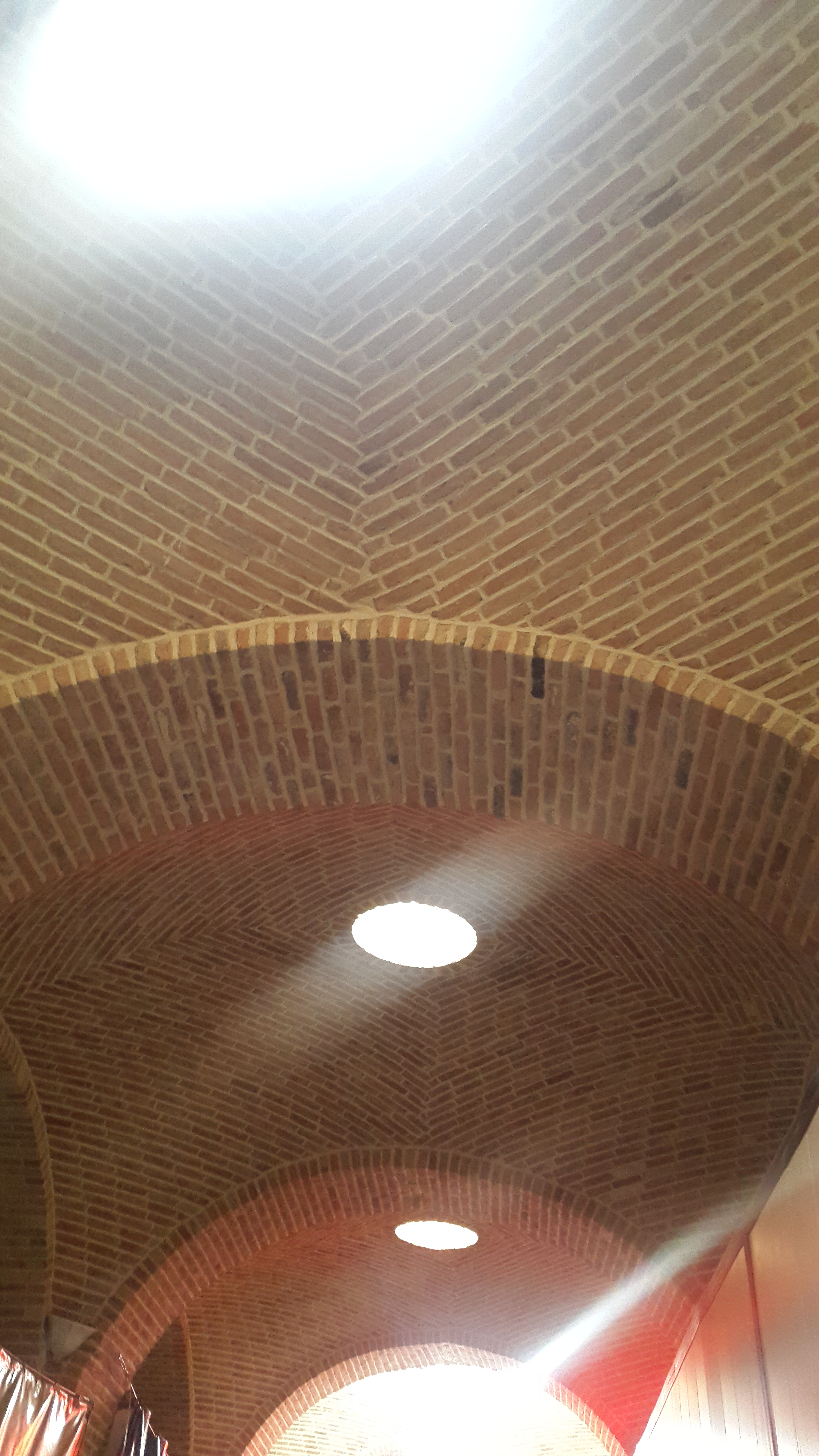
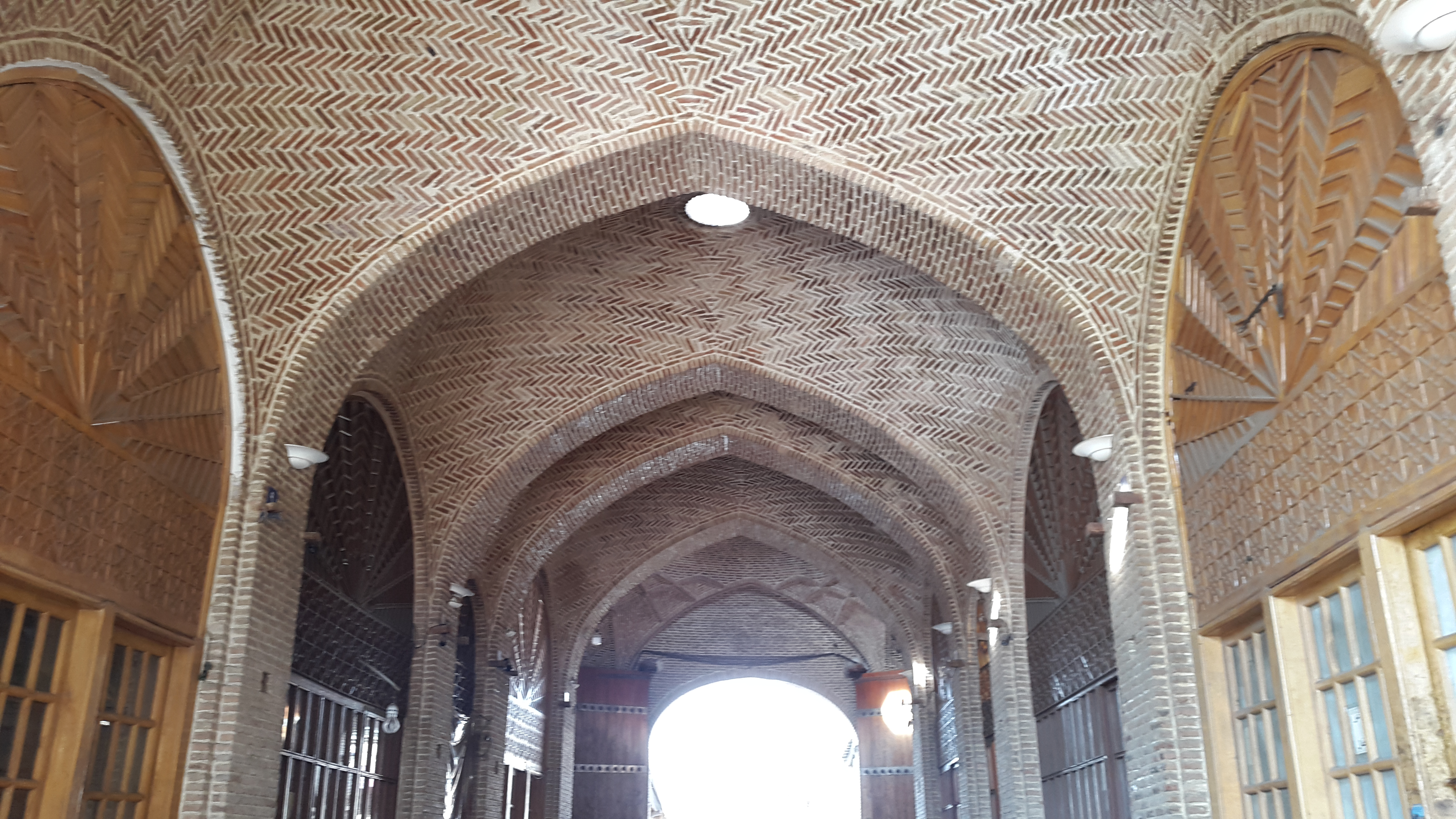
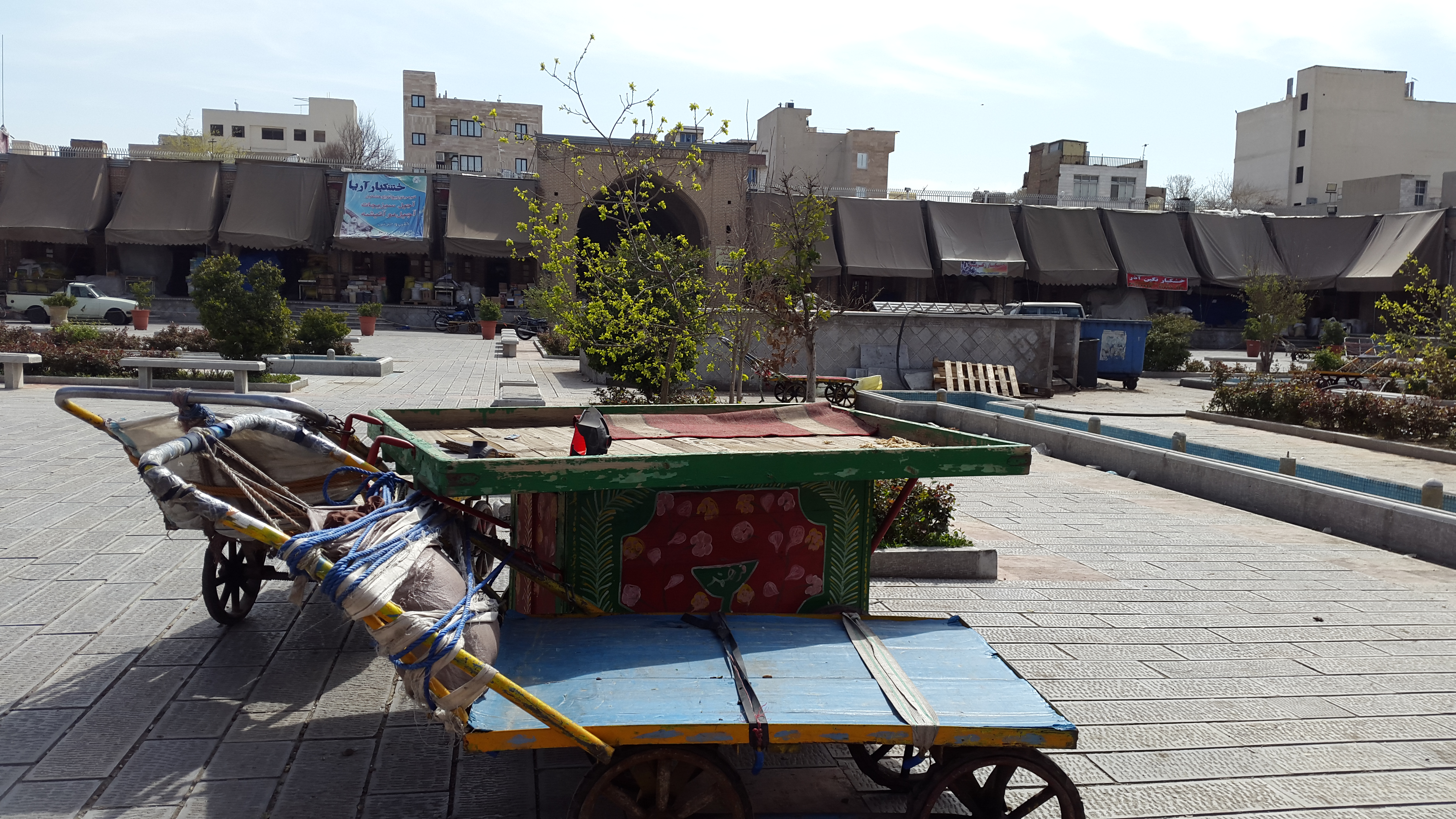